# Arsenal Football Club 2017-2018
Questa voce raccoglie le informazioni riguardanti l'Arsenal Football Club nelle competizioni ufficiali della stagione 2017-2018.

## Stagione
La stagione 2017-2018 è stata la ventiseiesima in Premier League e la novantottesima consecutiva nella massima serie del calcio inglese. Wenger è riconfermato sulla panchina dei gunners per la ventiduesima ed ultima volta, dato che a fine stagione lascerà definitivamente l'Arsenal.

## Maglie e sponsor
Lo sponsor ufficiale rimane Fly Emirates, mentre lo sponsor tecnico è ancora Puma.
| Casa | Trasferta | Terza maglia |

## Rosa
Rosa, numerazione e ruoli, tratti dal sito ufficiale, sono aggiornati al 29 settembre 2017.
| N. |                        | Ruolo | Calciatore                 |
| -- | ---------------------- | ----- | -------------------------- |
| 2  | Francia (bandiera)     | D     | Mathieu Debuchy            |
| 4  | Germania (bandiera)    | D     | Per Mertesacker (capitano) |
| 6  | Francia (bandiera)     | D     | Laurent Koscielny          |
| 8  | Galles (bandiera)      | C     | Aaron Ramsey               |
| 9  | Francia (bandiera)     | A     | Alexandre Lacazette        |
| 10 | Inghilterra (bandiera) | C     | Jack Wilshere              |
| 11 | Germania (bandiera)    | C     | Mesut Özil                 |
| 12 | Francia (bandiera)     | A     | Olivier Giroud             |
| 13 | Colombia (bandiera)    | P     | David Ospina               |
| 14 | Gabon (bandiera)       | A     | Pierre-Emerick Aubameyang  |
| 16 | Inghilterra (bandiera) | D     | Rob Holding                |
| 17 | Nigeria (bandiera)     | A     | Alex Iwobi                 |
| 18 | Spagna (bandiera)      | D     | Nacho Monreal              |

| N. |                                 | Ruolo | Calciatore             |
| -- | ------------------------------- | ----- | ---------------------- |
| 19 | Spagna (bandiera)               | C     | Santi Cazorla          |
| 20 | Germania (bandiera)             | D     | Shkodran Mustafi       |
| 21 | Inghilterra (bandiera)          | D     | Calum Chambers         |
| 22 | Francia (bandiera)              | C     | Jeff Reine-Adélaïde    |
| 23 | Inghilterra (bandiera)          | A     | Danny Welbeck          |
| 24 | Spagna (bandiera)               | D     | Héctor Bellerín        |
| 29 | Svizzera (bandiera)             | C     | Granit Xhaka           |
| 30 | Inghilterra (bandiera)          | C     | Ainsley Maitland-Niles |
| 31 | Bosnia ed Erzegovina (bandiera) | D     | Sead Kolašinac         |
| 32 | Inghilterra (bandiera)          | A     | Chuba Akpom            |
| 33 | Rep. Ceca (bandiera)            | P     | Petr Čech              |
| 34 | Francia (bandiera)              | C     | Francis Coquelin       |
| 35 | Egitto (bandiera)               | C     | Mohamed Elneny         |
| 77 | Armenia (bandiera)              | C     | Henrikh Mkhitaryan     |

## Calciomercato

### Sessione estiva(dall'1/7 al 31/8)
| Acquisti | Acquisti            | Acquisti        | Acquisti                 |
| R.       | Nome                | da              | Modalità                 |
| -------- | ------------------- | --------------- | ------------------------ |
| D        | Sead Kolašinac      | Schalke 04      | definitivo (gratuito)    |
| A        | Alexandre Lacazette | Olympique Lione | definitivo (53,00 mln €) |

| Cessioni | Cessioni                | Cessioni            | Cessioni                 |
| R.       | Nome                    | a                   | Modalità                 |
| -------- | ----------------------- | ------------------- | ------------------------ |
| A        | Yaya Sanogo             | Tolosa              | svincolato               |
| P        | Wojciech Szczęsny       | Juventus            | definitivo (12,20 mln €) |
| D        | Gabriel                 | Valencia            | definitivo (11,00 mln €) |
| D        | Kieran Gibbs            | West Bromwich       | definitivo (7,50 mln €)  |
| C        | Alex Oxlade-Chamberlain | Liverpool           | definitivo (38,00 mln €) |
| A        | Takuma Asano            | Stoccarda           | prestito                 |
| P        | Emiliano Martínez       | Getafe              | prestito                 |
| D        | Carl Jenkinson          | Birmingham City     | prestito                 |
| D        | Cohen Bramall           | Birmingham City     | prestito                 |
| A        | Lucas Pérez             | Deportivo La Coruña | prestito                 |
| A        | Joel Campbell           | Real Betis          | prestito                 |

### Sessione invernale(dal 1/1 al 31/1)
| Acquisti | Acquisti                  | Acquisti          | Acquisti                 |
| R.       | Nome                      | da                | Modalità                 |
| -------- | ------------------------- | ----------------- | ------------------------ |
| D        | Kōnstantinos Mavropanos   | PAS Giannina      | definitivo (2,10 mln €)  |
| A        | Henrikh Mkhitaryan        | Manchester Utd    | definitivo (cambio)      |
| A        | Pierre-Emerick Aubameyang | Borussia Dortmund | definitivo (63,75 mln €) |

| Cessioni | Cessioni         | Cessioni       | Cessioni                 |
| R.       | Nome             | a              | Modalità                 |
| -------- | ---------------- | -------------- | ------------------------ |
| D        | Mathieu Debuchy  | Saint-Étienne  | definitivo (gratuito)    |
| C        | Francis Coquelin | Valencia       | definitivo (14,00 mln €) |
| A        | Theo Walcott     | Everton        | definitivo (22,50 mln €) |
| A        | Alexis Sánchez   | Manchester Utd | definitivo (cambio)      |
| A        | Olivier Giroud   | Chelsea        | definitivo (17,00 mln €) |

## Risultati

### Premier League

#### Girone d'andata
| Arbitro: | Dean |

|                                                  |           |                           |
| Lacazette 2’ Welbeck 45+2’ Ramsey 83’ Giroud 85’ | Marcatori | 5’ Okazaki 29’, 56’ Vardy |

| Arbitro: | Marriner |

|          |           |  |
| Jesé 47’ | Marcatori |  |

| Arbitro: | Pawson |

|                                              |           |  |
| Firmino 17’ Mané 40’ Salah 57’ Sturridge 77’ | Marcatori |  |

| Arbitro: | Taylor |

|                               |           |  |
| Welbeck 6’, 50’ Lacazette 27’ | Marcatori |  |

| Londra 17 settembre 2017, ore 13:30 WEST 5ª giornata | Chelsea | 0 – 0 referto | Arsenal | Stamford Bridge (41.478 spett.)\| Arbitro: \| Oliver \| |
| Arbitro:                                             | Oliver  |               |         |                                                         |

| Arbitro: | Madley |

|                           |           |  |
| Lacazette 20’, 67’ (rig.) | Marcatori |  |

| Arbitro: | Friend |

|                       |           |  |
| Monreal 16’ Iwobi 56’ | Marcatori |  |

| Arbitro: | Swarbrick |

|                                   |           |                 |
| Deeney 72’ (rig.) Cleverley 90+2’ | Marcatori | 39’ Mertesacker |

| Arbitro: | Pawson |

|                         |           |                                                             |
| Rooney 12’ Niasse 90+3’ | Marcatori | 40’ Monreal 53’ Özil 74’ Lacazette 90’ Ramsey 90+5’ Sánchez |

| Arbitro: | Mason |

|                          |           |            |
| Kolašinac 51’ Ramsey 58’ | Marcatori | 22’ Clucas |

| Arbitro: | Oliver |

|                                                   |           |               |
| De Bruyne 19’ Agüero 50’ (rig.) Gabriel Jesus 74’ | Marcatori | 65’ Lacazette |

| Arbitro: | Dean |

|                         |           |  |
| Mustafi 36’ Sánchez 41’ | Marcatori |  |

| Arbitro: | Mason |

|  |           |                      |
|  | Marcatori | 90+2’ (rig.) Sánchez |

| Arbitro: | Scott |

|                                                   |           |  |
| Lacazette 3’ Giroud 68’, 87’ Sánchez 69’ Özil 72’ | Marcatori |  |

| Arbitro: | Marriner |

|               |           |                              |
| Lacazette 49’ | Marcatori | 4’ Valencia 11’, 63’ Lingard |

| Arbitro: | Madley |

|           |           |            |
| Austin 3’ | Marcatori | 88’ Giroud |

| Londra 13 dicembre 2017, ore 20:00 WET 17ª giornata | West Ham Utd | 0 – 0 referto | Arsenal | Olympic Stadium (56.921 spett.)\| Arbitro: \| Moss \| |
| Arbitro:                                            | Moss         |               |         |                                                       |

| Arbitro: | Attwell |

|          |           |  |
| Özil 23’ | Marcatori |  |

| Arbitro: | Oliver |

|                          |           |                              |
| Townsend 49’ Tomkins 89’ | Marcatori | 25’ Mustafi 62’, 66’ Sánchez |

#### Girone di ritorno
| Arbitro: | Atkinson |

|                                |           |                                    |
| Sánchez 53’ Xhaka 56’ Özil 58’ | Marcatori | 26’ Coutinho 52’ Salah 71’ Firmino |

| Arbitro: | Dean |

|                      |           |                    |
| Rodriguez 89’ (rig.) | Marcatori | 83’ (aut.) McClean |

| Arbitro: | Taylor |

|                             |           |                              |
| Wilshere 63’ Bellerín 90+2’ | Marcatori | 67’ (rig.) Hazard 84’ Alonso |

| Arbitro: | Friend |

|                    |           |              |
| Wilson 70’ Ibe 74’ | Marcatori | 52’ Bellerín |

| Arbitro: | Kavanagh |

|                                                  |           |                 |
| Monreal 6’ Iwobi 10’ Koscielny 13’ Lacazette 22’ | Marcatori | 78’ Milivojević |

| Arbitro: | Mason |

|                          |           |             |
| Clucas 34’, 86’ Ayew 61’ | Marcatori | 33’ Monreal |

| Arbitro: | Swarbrick |

|                                                  |           |                   |
| Ramsey 6’, 19’, 74’ Koscielny 14’ Aubameyang 37’ | Marcatori | 64’ Calvert-Lewin |

| Arbitro: | Taylor |

|          |           |  |
| Kane 49’ | Marcatori |  |

| Arbitro: | Marriner |

|  |           |                                    |
|  | Marcatori | 15’ B. Silva 28’ D. Silva 33’ Sané |

| Arbitro: | Attwell |

|                    |           |                |
| Dunk 7’ Murray 26’ | Marcatori | 43’ Aubameyang |

| Arbitro: | Atkinson |

|                                          |           |  |
| Mustafi 8’ Aubameyang 59’ Mkhitaryan 77’ | Marcatori |  |

| Arbitro: | Scott |

|                                           |           |                |
| Iheanacho 14’ Vardy 76’ (rig.) Mahrez 90’ | Marcatori | 53’ Aubameyang |

| Arbitro: | Pawson |

|                                                 |           |  |
| Aubameyang 75’ (rig.), 86’ Lacazette 89’ (rig.) | Marcatori |  |

| Arbitro: | Marriner |

|                                 |           |                     |
| Aubameyang 28’ Welbeck 38’, 81’ | Marcatori | 17’ Long 73’ Austin |

| Arbitro: | Taylor |

|                       |           |               |
| Pérez 29’ Ritchie 68’ | Marcatori | 14’ Lacazette |

| Arbitro: | Mason |

|                                           |           |                |
| Monreal 51’ Ramsey 82’ Lacazette 85’, 89’ | Marcatori | 64’ Arnautovic |

| Arbitro: | Friend |

|                          |           |                |
| Pogba 16’ Fellaini 90+1’ | Marcatori | 51’ Mkhitaryan |

| Arbitro: | Marriner |

|                                                             |           |  |
| Aubameyang 14’, 75’ Lacazette 45+3’ Kolašinac 54’ Iwobi 64’ | Marcatori |  |

| Arbitro: | Oliver |

|  |           |                |
|  | Marcatori | 38’ Aubameyang |

.

### FA Cup

#### Terzo turno
| Arbitro: | Moss |

|                                                       |           |                             |
| Lichaj 20’, 44’ Brereton 64’ (rig.) Dowell 85’ (rig.) | Marcatori | 23’ Mertesacker 79’ Welbeck |

.

### League Cup

#### Terzo turno
| Arbitro: | Duncan |

|             |           |  |
| Walcott 25’ | Marcatori |  |

#### Quarto turno
| Arbitro: | Madley |

|                  |           |            |
| Nketiah 85’, 96’ | Marcatori | 34’ Murphy |

#### Quarti di finale
| Arbitro: | Friend |

|             |           |  |
| Welbeck 42’ | Marcatori |  |

#### Semifinale
| Londra 10 gennaio 2018, ore 20:00 WET Andata | Chelsea  | 0 – 0 referto | Arsenal | Stamford Bridge (40.097 spett.)\| Arbitro: \| Atkinson \| |
| Arbitro:                                     | Atkinson |               |         |                                                           |

| Arbitro: | Michael Oliver |

|                              |           |           |
| Rüdiger 12’ (aut.) Xhaka 60’ | Marcatori | 7’ Hazard |

#### Finale
| Arbitro: | Pawson |

|  |           |                                     |
|  | Marcatori | 18’ Agüero 58’ Kompany 65’ D. Silva |

.

### UEFA Europa League

#### Gruppo H
| Squadra      | Pt | G | V | N | P | GF | GS | DG  |
| ------------ | -- | - | - | - | - | -- | -- | --- |
| Arsenal      | 13 | 6 | 4 | 1 | 1 | 14 | 4  | +10 |
| Stella Rossa | 9  | 6 | 2 | 3 | 1 | 3  | 2  | +1  |
| Colonia      | 6  | 6 | 2 | 0 | 4 | 7  | 8  | -1  |
| BATĖ Borisov | 5  | 6 | 1 | 2 | 3 | 6  | 16 | -10 |

| Arbitro: | Javier Estrada |

|                                        |           |            |
| Kolašinac 49’ Sánchez 67’ Bellerín 82’ | Marcatori | 9’ Córdoba |

| Arbitro: | Daniel Stefański |

|                            |           |                                               |
| Ivanić 28’ Hardzjajčuk 67’ | Marcatori | 9’, 22’ Walcott 25’ Holding 49’ (rig.) Giroud |

| Arbitro: | Benoît Bastien |

|  |           |            |
|  | Marcatori | 85’ Giroud |

| Londra 2 novembre 2017, ore 21:05 CET 4ª giornata | Arsenal    | 0 – 0 referto | Stella Rossa | Emirates Stadium (58.285 spett.)\| Arbitro: \| Luca Banti \| |
| Arbitro:                                          | Luca Banti |               |              |                                                              |

| Arbitro: | Vladislav Bezborodov |

|                     |           |  |
| Guirassy 62’ (rig.) | Marcatori |  |

| Arbitro: | Robert Schörgenhofer |

|                                                                                       |           |  |
| Debuchy 11’ Walcott 37’ Wilshere 43’ Paljakoŭ 51’ (aut.) Giroud 64’ (rig.) Elneny 74’ | Marcatori |  |

#### Sedicesimi di finale
| Arbitro: | David Fernández Borbalán |

|  |           |                                                  |
|  | Marcatori | 13’ Monreal 24’ (aut.) Papagiannopoulos 58’ Özil |

| Arbitro: | Ivan Kružliak |

|               |           |                    |
| Kolašinac 47’ | Marcatori | 22’ Aiesh 23’ Sema |

#### Ottavi di finale
| Arbitro: | Clément Turpin |

|  |           |                             |
|  | Marcatori | 15’ Mkhitaryan 45+4’ Ramsey |

| Arbitro: | Jonas Eriksson |

|                                   |           |                |
| Welbeck 37’ (rig.), 86’ Xhaka 71’ | Marcatori | 35’ Çalhanoğlu |

#### Quarti di finale
| Arbitro: | Pavel Královec |

|                                          |           |             |
| Ramsey 9’, 28’ Lacazette 23’ (rig.), 35’ | Marcatori | 15’ Golovin |

| Arbitro: | Felix Zwayer |

|                         |           |                          |
| Chalov 39’ Nababkin 50’ | Marcatori | 75’ Welbeck 90+2’ Ramsey |

#### Semifinali
| Arbitro: | Clément Turpin |

|               |           |               |
| Lacazette 61’ | Marcatori | 82’ Griezmann |

| Arbitro: | Gianluca Rocchi |

|                   |           |  |
| Diego Costa 45+2’ | Marcatori |  |

.

### FA Community Shield
| Arbitro: | Madley |

|                                           |                      |                        |
| Kolašinac 82’                             | Marcatori            | 46’ Moses              |
| Walcott Monreal Oxlade-Chamberlain Giroud | Tiri di rigore 4 – 1 | Cahill Courtois Morata |

## Statistiche
Statistiche aggiornate al 2 maggio 2018.

### Statistiche di squadra
| Competizione     | Punti       | In casa | In casa | In casa | In casa | In casa | In casa | In trasferta | In trasferta | In trasferta | In trasferta | In trasferta | In trasferta | Totale | Totale | Totale | Totale | Totale | Totale | DR  |
| Competizione     | Punti       | G       | V       | N       | P       | Gf      | Gs      | G            | V            | N            | P            | Gf           | Gs           | G      | V      | N      | P      | Gf     | Gs     | DR  |
| ---------------- | ----------- | ------- | ------- | ------- | ------- | ------- | ------- | ------------ | ------------ | ------------ | ------------ | ------------ | ------------ | ------ | ------ | ------ | ------ | ------ | ------ | --- |
| Premier League   | 63          | 19      | 15      | 2       | 2       | 54      | 20      | 19           | 4            | 4            | 11           | 20           | 31           | 38     | 19     | 6      | 13     | 74     | 51     | +23 |
| FA Cup           | terzo turno | 0       | 0       | 0       | 0       | 0       | 0       | 1            | 0            | 0            | 1            | 2            | 4            | 1      | 0      | 0      | 1      | 2      | 4      | -2  |
| League Cup       | finale      | 4       | 4       | 0       | 0       | 6       | 2       | 2            | 0            | 1            | 1            | 0            | 3            | 6      | 4      | 1      | 1      | 6      | 5      | +1  |
| Europa League    | 13          | 7       | 4       | 2       | 1       | 18      | 6       | 7            | 4            | 1            | 2            | 12           | 6            | 14     | 8      | 3      | 3      | 30     | 12     | +18 |
| Community Shield | VINCITORE   | 0       | 0       | 0       | 0       | 0       | 0       | 1            | 0            | 1            | 0            | 1            | 1            | 1      | 0      | 1      | 0      | 1      | 1      | 0   |
| Totale           | 76          | 25      | 18      | 4       | 3       | 63      | 24      | 25           | 8            | 5            | 15           | 32           | 37           | 50     | 26     | 9      | 15     | 113    | 73     | +40 |

### Andamento in campionato
| Giornata  | 1 | 2  | 3  | 4  | 5  | 6 | 7 | 8 | 9 | 10 | 11 | 12 | 13 | 14 | 15 | 16 | 17 | 18 | 19 | 20 | 21 | 22 | 23 | 24 | 25 | 26 | 27 | 28 | 29 | 30 | 31 | 32 | 33 | 34 | 35 | 36 | 37 | 38 |
| --------- | - | -- | -- | -- | -- | - | - | - | - | -- | -- | -- | -- | -- | -- | -- | -- | -- | -- | -- | -- | -- | -- | -- | -- | -- | -- | -- | -- | -- | -- | -- | -- | -- | -- | -- | -- | -- |
| Luogo     | C | T  | T  | C  | T  | C | C | T | T | C  | T  | C  | T  | C  | C  | T  | T  | C  | C  | T  | T  | C  | T  | C  | T  | C  | T  | C  | T  | C  | C  | C  | T  | C  | T  | C  | T  | T  |
| Risultato | V | P  | P  | V  | N  | V | V | P | V | V  | P  | V  | V  | V  | P  | N  | N  | V  | N  | V  | N  | N  | P  | V  | P  | V  | P  | P  | P  | V  | V  | V  | P  | V  | P  | V  | P  | V  |
| Posizione | 5 | 11 | 16 | 11 | 12 | 7 | 5 | 6 | 5 | 5  | 6  | 6  | 4  | 4  | 5  | 5  | 7  | 4  | 6  | 6  | 6  | 6  | 6  | 6  | 6  | 6  | 6  | 6  | 6  | 6  | 6  | 6  | 6  | 6  | 6  | 6  | 6  | 6  |

Fonte:  Premier League – Classifiche, su 11v11.com, 11v11.com.
Legenda:

Luogo: C = Casa; T = Trasferta. Risultato: V = Vittoria; N = Pareggio; P = Sconfitta.